# Pristimantis fasciatus
Pristimantis fasciatus es una especie de anfibio anuro de la familia Craugastoridae.

## Distribución geográfica
Esta especie es endémica del estado de Zulia en Venezuela. Se encuentra en el municipio de Machiques de Perijá a unos 1094 m sobre el nivel del mar en la zona montañosa de Perijá.

## Publicación original
- Barrio-Amorós, Rojas-Runjaic & Infante-Rivero, 2008: Three new Pristimantis (Anura: Leptodactylidae) from sierra de Perija, estado Zulia, Venezuela. Revista Española de Herpetologia, vol. 21, p. 71-94.[6]